# Вештачки језик
Вештачки језик је језик који је свесно сачињен од стране једне особе или групе (тима). Највећи број њих су сачињени за лакшу комуникацију између људи који немају исти матерњи језик (да би били језици исто као и природни језици). Многи су сачињени у жељи да буду употребљавани као међународни помоћни језик, или као научна фантастика (као што је клингонски језик), научни експеримент, или као тајни језик. 
Често се користи термин плански језик да би се нагласило да је реч о језику за споразумевање у свакодневној људској комуникацији.  Најчешће овај термин алудира на тзв. међународне језике као што је есперанто. Многи есперантисти у кампањи за популаризацију више воле тај термин но вештачки језик, јер је овај последњи вишесмислен. (видети природни језици).
Често је тешко дефинисати термин плански језик у пракси. На пример Логлан (Loglan) је плански направљен да тестира Сапир-Ворфову хипотезу и зато је експериментални језик, док њему слични Ложбан (Lojban) јесте, по својим присталицама говорни језик, те је због тога плански језик. Међутим, свакако да се оба могу класификовати у обе класе. 
Још једна дистикција битно раздваја поменуте језике између себе и од природних језика а то је: априорни и апостеорни језици.

### Врсте креираних језика
- Плански језик
  - Међународни помоћни језици као есперанто и здоровљански језик
  - Стручни или цеховски плански језици као шатровачки
  - Помоћни језик који није за међународну (у ширем смислу) већ регионалну употребу као међусловенски
  - Логички језици као ложбан
- вештачки језик,
- Експериментални језици као токипона
  - Логички језици као логлан
- Језици за играње и шаљиви језици
- Тајни језици